# Helímenas de Jesús Rojo Paredes
Helímenas de Jesús Rojo Paredes CIM (* 22. April 1926 in Calderas, Bundesstaat Barinas; † 9. April 2021 in Calabozo, Bundesstaat Guárico) war ein venezolanischer Ordensgeistlicher und römisch-katholischer Erzbischof von Calabozo.

## Leben
Helímenas de Jesús Rojo Paredes trat der Ordensgemeinschaft der Kongregation von Jesus und Maria bei und studierte Philosophie an der Päpstlichen Universität Xaveriana in Bogotá und Theologie in Rom, wo er auch am 8. Juli 1950 die Priesterweihe empfing. Nach seiner Rückkehr nach Venezuela war er Professor an den Priesterseminaren von Caracas, Maracaibo und San Cristóbal und bekannt als einer der angesehensten Ausbilder von Priestern und Bischöfen im Land.
Papst Johannes Paul II. ernannte ihn am 24. März 1980 zum Bischof von Calabozo. Die Bischofsweihe spendete ihm der Erzbischof von Mérida, Miguel Antonio Salas Salas, am 18. Mai desselben Jahres; Mitkonsekratoren waren Domingo Roa Pérez, Erzbischof von Maracaibo, und José Alí Lebrún Moratinos, Koadjutorerzbischof von Caracas.
Mit der Erhebung des Bistums Calabozo zum Erzbistum wurde Rojo Paredes am 17. Juni 1995 zum Erzbischof von Calabozo ernannt. Am 27. Dezember 2001 nahm Johannes Paul II. seinen altersbedingten Rücktritt an.